# Günter Bemmann
Günter Bemmann (* 15. Dezember 1927 in Verden (Aller); † 16. März 2018) war ein deutscher Rechtswissenschaftler und Hochschullehrer.

## Leben
Nachdem Bemmann 1943 noch als Flakhelfer eingezogen wurde, machte er 1947 sein Abitur. Anschließend absolvierte er eine Banklehre und begann 1950 das Studium der Rechtswissenschaften an der Universität Göttingen. 1953 legte er in Göttingen sein Erstes Juristisches Staatsexamen ab, später auch das Zweite. 1955 promovierte Bemmann unter Betreuung von Paul Bockelmann mit einer Arbeit über die objektive Bedingung der Strafbarkeit zum Dr. iur. 1959 folgte Bemmann seinem Lehrer Bockelmann an die Universität Heidelberg, wo er 1965 mit einer Arbeit über Rechtsbeugung habilitiert wurde und die Venia legendi für die Fächer Strafrecht und Strafprozessrecht erhielt.
Es folgten Lehrstuhlvertretungen an den Universitäten Saarbrücken, München und Köln, bevor er 1971 als ordentlicher Professor an die frisch gegründete Universität Augsburg auf einen strafrechtlichen Lehrstuhl berufen wurde. Bald darauf fungierte er als Dekan der Augsburger rechtswissenschaftlichen Fakultät. 1978 wechselte er ebenfalls als einer der ersten Professoren an die neu gegründete Fernuniversität in Hagen auf den Lehrstuhl für Strafrecht, Strafprozessrecht und Strafvollzugsrecht. Dort lehrte und forschte er bis zu seiner Emeritierung 1993.
Bemmann engagierte sich sehr im wissenschaftlichen Austausch zwischen deutschen und griechischen Rechtswissenschaftlern und war unter anderem Mitinitiator der deutsch-griechischen Strafrechtssymposien. Für seine Verdienste hierum verlieh ihm die Universität Thessaloniki 1980 die Ehrendoktorwürde. Ebenfalls widmete Bemmann sich nach der Deutschen Wiedervereinigung der Juristenausbildung in den neuen Bundesländern. So war er Mitglied im Rat für die Wiedereröffnung der juristischen Lehre und Forschung an der Universität Rostock und der Gründungskommission der Juristischen Fakultät der Universität Rostock und war in Rostock noch mehrere Jahre als Gastprofessor tätig. Hierfür und für sein strafrechtliches Werk verlieh ihm die juristische Fakultät der Universität 1997 ebenfalls den Ehrendoktortitel.

## Werke (Auswahl)
Bemmann forschte vorwiegend in den Bereichen der Fahrlässigkeit und des Strafvollzugsrechts sowie der Strafrechtsdogmatik.
- Gibt es objektive Bedingungen der Strafbarkeit? Universitätsverlag, Göttignen 1955 (Dissertation).
- Meinungsfreiheit und Strafrecht. Athenäum, Königstein 1981, ISBN 978-3-7610-6352-1.
- Beiträge zur Strafrechtswissenschaft. 3. Auflage. Nomos, Baden-Baden 2004, ISBN 978-3-8329-0884-3 (Aufsatzsammlung).